# Eduardo Soriano
Eduardo "Tato" Soriano (13 de octubre de 1936) es un ex tenista de Argentina.
Soriano jugó la Copa Davis representando a su país a lo largo de la década de 1950 y la década de 1960. Jugó un total de 32 partidos (20 singles y 12 dobles) y su mejor partido se considera el partido a cinco sets (último set 14-12) en el año 1966 de la Copa Davis cuando Roberto Aubone y él vencieron a los jugadores Marcello Lara y Rafael Osuna de México.
Obtuvo el Argentina Championships en 1960 derrotando en la final a Enrique Morea.